# Индира Unplugged
Индира Unplugged је назив ДВД–ја и музичког шоу–програма Индире Радић, снимљеног последње недеље 2004. године, у амфитеатру Пионирског града. Радићева је прва домаћа певачица која је снимила шоу у коме је певала уживо, у пратњи музичара који су свирали искључиво на акустичним инструментима. Када је објавила своју намеру, медији су били скептични, тврдећи да музика коју она изводи, не може да се пева уживо и свира без електричних инструмената. Ипак, програм чији је гост био Ален Исламовић, успешно је окончан и пуштен у новогодишњој ноћи. После неколико дана, у продају су изашли ДВД издање програма, са два видео–спота, и це-де са њеним највећим хитовима. 

## Видео-снимци
- Мој животе да л' си жив
- Змај
- Лопов
- Свеједно је
- Зашто тако наопако
- Нисам сумњала
- Био си ми драг
- Педесет година
- Спот за песму Тетоважа
- Спот за песму Мој животе да л' си жив